# Амадей (герб)
Амадей (пол. Amadej, Amadae) — польский шляхетский герб.

## Описание
В поле червлёном, белый, золотою короною коронованный одноглавый орёл с распростёртыми крыльями и разверстыми когтями, но без хвоста. В клюве орёл держит золотой перстень.

## Используют
Род Амадеев ведёт своё начало из Венгрии, откуда он переселился в Польшу в правление польского короля Казимира II, в 1330 г.